# Entomophthora sphaerosperma
Entomophthora sphaerosperma är en svampart som beskrevs av Fresen. 1856. Entomophthora sphaerosperma ingår i släktet Entomophthora och familjen Entomophthoraceae.   Inga underarter finns listade i Catalogue of Life.